# チョークコイル

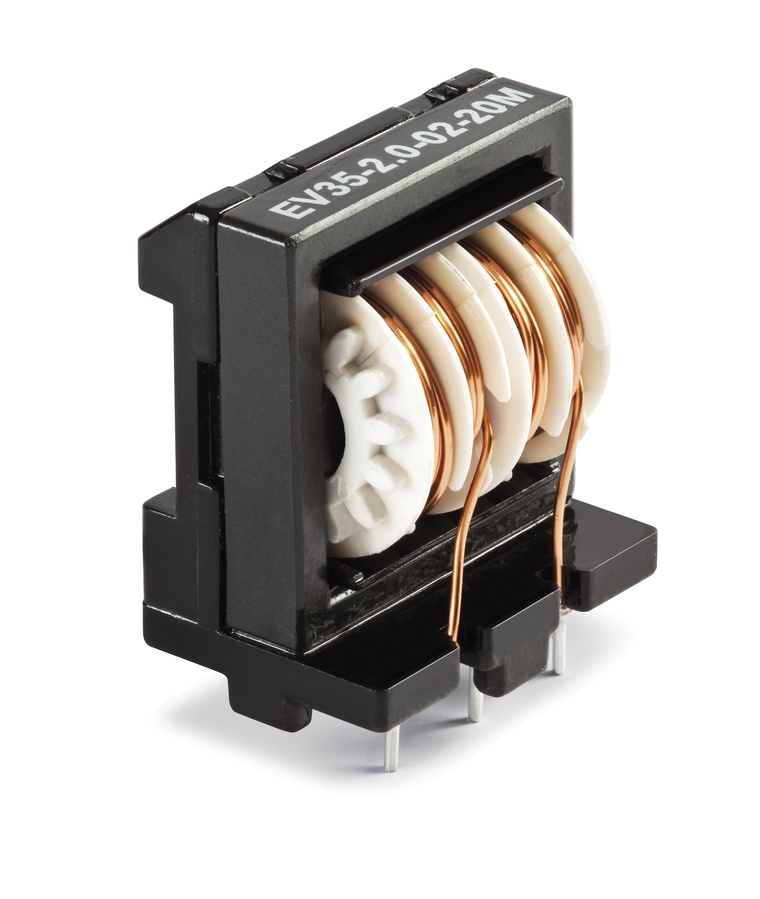
20 mH のコイルが 2 つ巻かれたチョーク・コイル。250 V で 2 A の電流に達する。高周波成分を遮断することでノイズを抑制する。

チョークコイル（英: choke coil）は、もっぱら直流や、目的の周波数より低い周波数の電流（電力や信号）を通し、目的の周波数より高い電流を阻止するためのインダクタである。
変圧器（トランス）になっているものを「チョークトランス」と呼ぶ。高周波を阻止する目的のものを高周波チョークと呼ぶ。古くは「塞流線輪」や「塞流コイル」とも呼ばれた。大電力を扱う強電分野では「リアクトル」に同じような働きを求めるものがある。
直流や低い周波数の電流へは影響を与えずに、高い周波数の電流だけを通さないようにするのが目的であるため、普通のコイルよりもインダクタンス値は大きい。インダクタンス値や|材質は、周波数や用途などを考慮して決められる。Q値が高いと回路中のコンデンサや寄生容量などとともに共振回路を作り、不必要な発振を招く恐れがあるため、Q値を低くするために抵抗を並列接続したり、損失が大きい磁性体をコアに用いることもある。特に高周波回路の場合は、インピーダンス整合用のコイルと兼用することが多い。
電源回路の平滑回路に用いられることが多く、商用電源の変圧設備のような比較的低周波で大きなものはケイ素鋼のような鋼板の積層板がコアに採用されるが、小型であったり高い周波数のものはソフト・フェライトがコアに用いられる。漏れ磁束が最小になるトロイダル形（円環状）と磁束が8の字になるEI形、コの字形、ビーズ形などが代表的なコアの形状である。トロイダル形やビーズ形は一般にコアに直接コイルを巻くため生産性に劣り、巻き数が制約される。EI形やコの字形ではボビンと呼ばれる枠にあらかじめコイルを巻いておき、コアの開口部から挿入してコアを閉じる。

## 無極／有極
EI形では、ソフト・フェライトだけでEとIの2分割になったコアから構成される「無極チョークコイル」と、Eの内芯部がやや短く、このEとIの間隙にハード・フェライトによる永久磁石が挿入された「有極チョークコイル」がある。有極のものは予め磁束がコア内に一定方向で存在しており、入力電流が脈流であれば新たに加えられるものと合成された磁束が中和点を経由して飽和点まで、無極のものの2倍ほどの変化が許容できるため、仮に同一能力であれば体積が半分程度で済む。

## 用途
- 変圧器の鉄心と巻線。
- フィルタ回路のノイズフィルターに用いられ、例としてコモン・モードフィルタのバランがある。
- インバータのチョッパ制御に用いられる。
- 増幅回路の負荷抵抗として。